# Boukè
Boukè (anciennement Canal C) est la chaîne de télévision régionale namuroise. L'une des douze télévisions locales en Communauté française de Belgique, elle est diffusée dans les arrondissements de Namur (excepté Gembloux) et de Philippeville.
Au 6 septembre 2021, Canal C est renommée en Boukè en référence à la chanson Li Bia Bouquet, hymne namurois depuis 1856 composé par Nicolas Bosret. 

## Historique
- 1979 : Début du projet à Jambes.
- 1982 : Canal C s'étend sur le grand Namur.
- 1985 : Émission quotidienne.
- 1987 : Canal C se voit reconnue par un décret de la Communauté française, ce qui lui permet de recevoir une intervention dans le financement.
- 1993 : La zone de couverture s’élargit vers le Condroz et la Basse Sambre.
- 1997 : Diffusion des programmes sur l’arrondissement de Philippeville.
- 2021 : Au 6 septembre, Canal C est renommée en Boukè[1], en référence à la chanson Li Bia Bouquet[2].

## Couverture
Boukè couvre les arrondissements de Namur (excepté Gembloux) et de Philippeville, à savoir 22 communes :
| - Andenne - Assesse - Couvin - Cerfontaine - Doische - Éghezée - Fernelmont - Floreffe - Florennes - Fosses-la-Ville - Gesves |

| - Jemeppe-sur-Sambre - La Bruyère - Mettet - Namur - Ohey - Philippeville - Profondeville - Sambreville - Sombreffe - Viroinval - Walcourt |

## Émissions
- Le journal : Actualité générale des 22 communes en 14 minutes;
- L'invité;
- Le journal des communes : L'actualité d'une à 4 communes en 7 minutes, étalé sur deux semaines;

- Plein cadre;
- Point barre;
- Quénès Novèles : faux-vrai journal en wallon de Namur, une fois par mois;
- Le journal des régions : Condensé de l'actualité dans les provinces de Namur et de Luxembourg. (Diffusion le samedi);
- Alors On Change;
- Le Sport : Magazine sportif;
- Le Foot  : Actualité footballistique de la province de Namur;
- Club de la presse : Une fois par mois;
- L'Affiche : Rediffusion d'une rencontre sportive le dimanche après-midi (ainsi qu'une version courte, "L'Affiche Express").

## Logos

Ancien logo de Canal C (1985 - 2008)
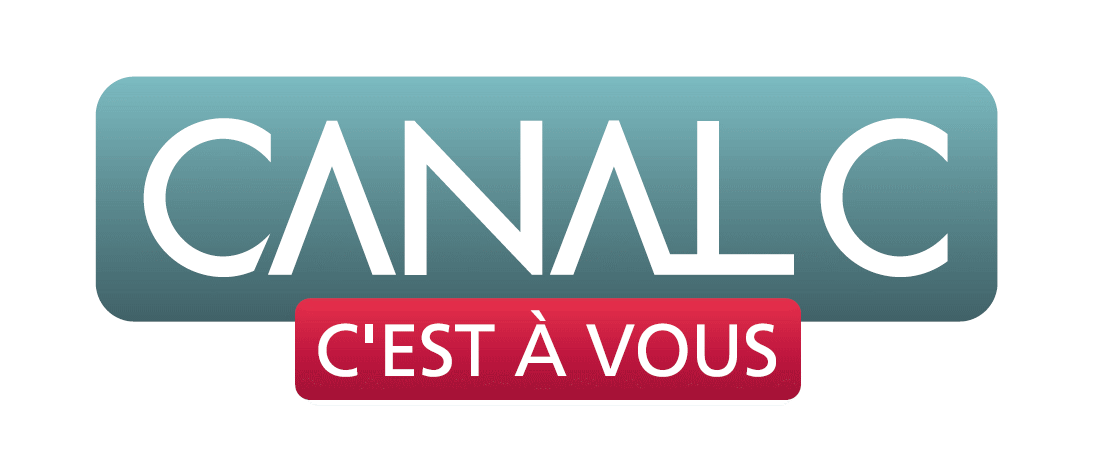
Logo de Canal C (2008 jusqu'au 6 septembre 2021)
Logo de Boukè (depuis le 6 septembre 2021)